# Schloss Ebergassing

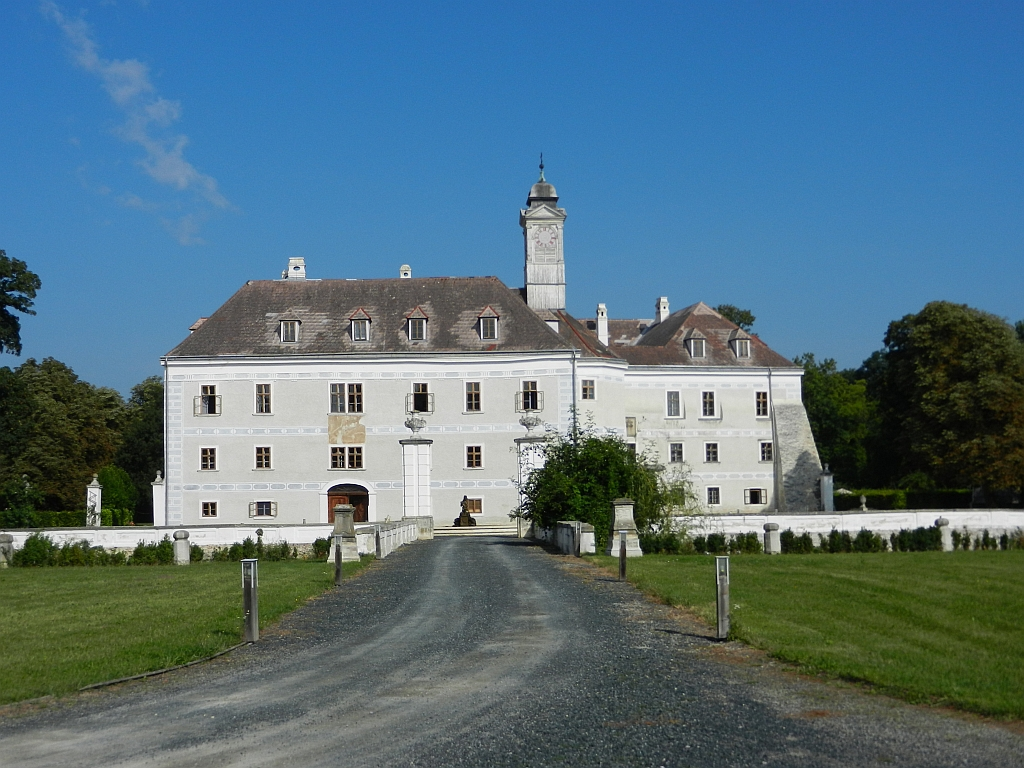
Schloss Ebergassing

Das Schloss Ebergassing steht als ehemalige Wasserburg im Osten der Gemeinde Ebergassing im Bezirk Bruck an der Leitha in Niederösterreich. Das Schloss steht unter Denkmalschutz (Listeneintrag).

## Geschichte
Urkundlich wurde 1120 eine Burg genannt. 1430/1455 gehörte die Burg den Herren von Wald, welche die Kapelle neu erbauten. Urkundlich gehörte das Schloss 1540/1620 den Thanrädl (Thonradl), die einen Umbau durchführten. Nach der Enteignung der protestantischen Familie Thonradl ging das Schloss an den Fürsten Liechtenstein mit zwei barocken Ausbauphasen um 1720 und 1760. Von 1788 bis 1811 war das Schloss im Besitz der Edlen von Trattner (Thomas von Trattner) und gehörte in weiterer Folge mehreren Besitzern.
Die im Kern mittelalterliche Burg wurde im Ende des 16. Jahrhunderts umgebaut und im 18. Jahrhundert ausgebaut. Eine Restaurierung erfolgte von 1998 bis 2001.

## Architektur
Das ehemalige Wasserschloss mit einer ehemaligen Parkanlage und einem ehemaligen Fasangarten war mit einem Wassergraben umgeben, welcher von der Fischa gespeist wurde. Die Zufahrt erfolgt über eine gemauerte Brücke flankiert von barocken Postamenten.
Das unregelmäßige vierseitige Schlossgebäude mit dreigeschoßigen Trakten bilden eine trapezförmigen Hof. Die Hauptfront richtet sich nach Südosten mit einem Rücksprung, darin nach Nordosten vortretend der Chor der Schlosskapelle. Die Kapelle ist kirchenrechtlich seit 23. November 2023 unter dem Patrozinium des Hl. Ulrich von Augsburg errichtet.